# 崔済愚
崔 済愚（チェ・ジェウ、さい せいぐ、최제우、1824年12月18日（旧暦10月28日） - 1864年4月15日（旧暦3月10日））は、李氏朝鮮（李朝）後期の宗教家。民族主義的な新宗教、東学を創始した。『竜潭遺詞』、『東経大全』などを著した。号は水雲（スウン、すいうん）。

## 生涯
1824年、慶尚北道の慶州の両班の家系に生まれた。本貫は慶州崔氏。6歳で母を亡くし、16歳で父を亡くす。その後20年近く全国を放浪し求道の旅を続け、1855年に蔚山の内院庵で本格的な修行を開始し、1860年に慶州の竜潭亭で天啓を受け、儒教・仏教・民間信仰などを融合した東学を創始した。東学という名称には、西学（キリスト教）への対抗がみられた。かれは、やがて（先天開闢に対する）理想的な「後天開闢」の時代がやってくるので、人びとは東学の信者となり、熱心に呪文（至気今至、願為大降、侍天主造化定、永世不忘万事知）を唱えて修養に励み、霊符を飲むことで天と人が一体となり、地上天国が実現することを説いたが、これが当時の厳格な身分制社会、李朝の統治理念である儒学（朱子学）思想を動揺させる恐れがあったため、1863年に政府によって捕らえられ、翌年に「邪道亂正」の罪で処刑された。